# Вале-Кову
Вале-Кову (порт. Vale Covo)  —  район (фрегезия) в Португалии,  входит в округ Лейрия. Является составной частью муниципалитета  Бомбаррал. По старому административному делению входил в провинцию Эштремадура. Входит в экономико-статистический  субрегион Оэште, который входит в Центральный регион. Население составляет 1193 человека на 2001 год. Занимает площадь 11,96 км².